# Siar-lak
Le siar-lak (ou lak, ou lamassa ou lambom ou siar) est une des langues de Nouvelle-Irlande, parlée par 2 080 locuteurs (en 2000), dans le sud de la province de Nouvelle-Irlande, dans le district de Namatanai. Ses locuteurs parlent également le tok pisin.